# Каширский двор

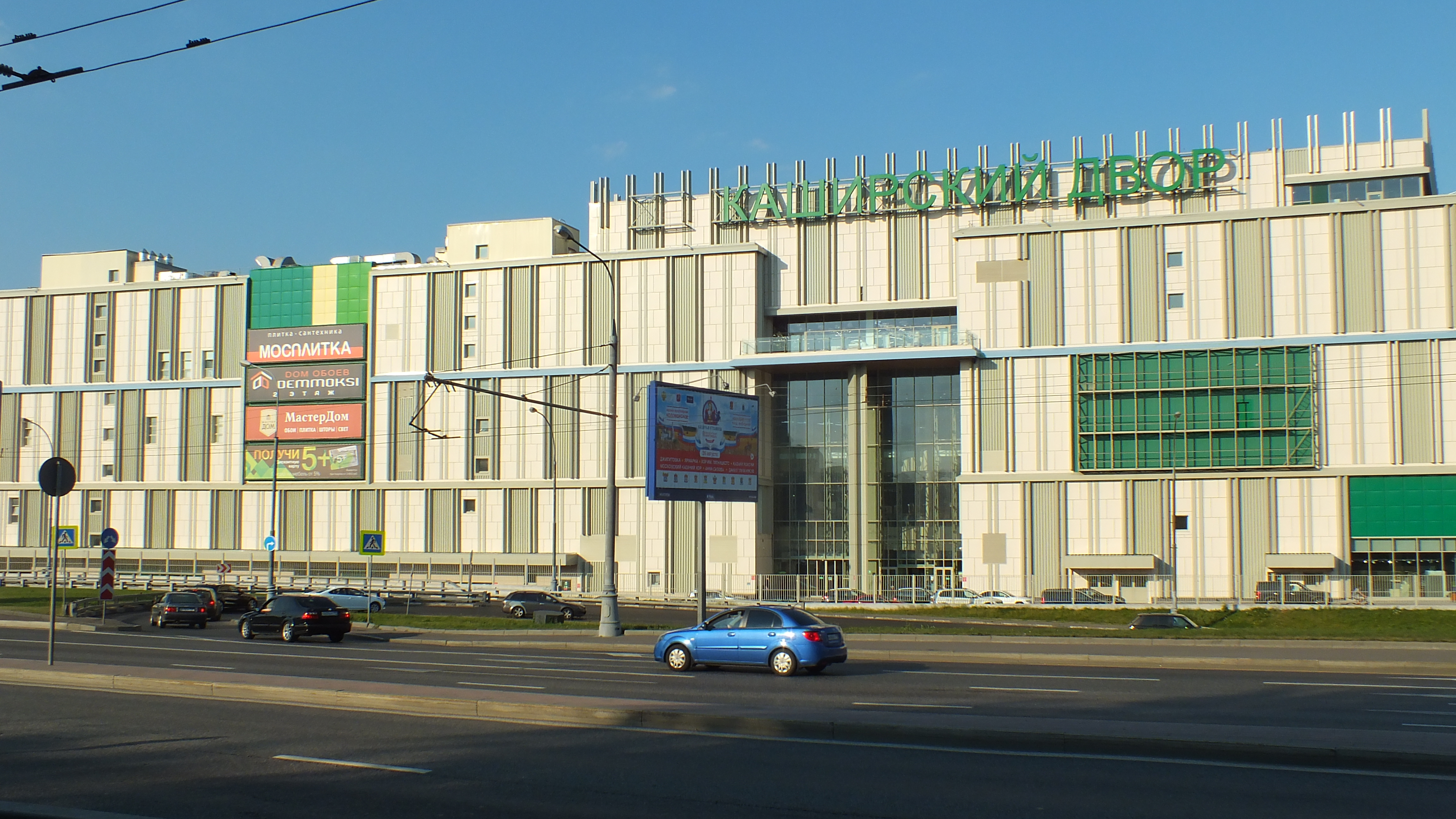
Торговый комплекс «Каширский Двор» на пересечении Каширского шоссе и Коломенского проезда

Каши́рский Двор — российский оператор розничной торговли, который объединяет крупный торговый комплекс «Каширский Двор», площадью 85 600 м², и 3 торговых территории по продаже строительных материалов с аналогичным названием.
Все объекты компании расположены в Московском регионе.

## История
Компания была основана в 1994 году. Первый рынок «Каширский Двор-1» был открыт на пересечении Каширского шоссе и Коломенского проезда. Коломенский проезд в то время не был построен полностью, рынок открыт на месте пустырей и речной долины. В конце 1990-х территория к северу от трассы Коломенского проезда была засыпана строительным мусором, и рынок расширился на север.

На месте южной части территории в конце 1990-х годов построена автомобильная развязка.
В 2001 году на пересечении Каширского и Варшавского шоссе состоялось открытие рынка «Каширский Двор-2». 
В 2003 году компания приняла решение об открытии дополнительного рынка стройматериалов «Каширский Двор-3» неподалёку от метро «Аннино».
В 2006 году компания объявила о планах по созданию рынков в Казани, Самаре, Нижнем Новгороде, Волгограде, в частности, был приобретён земельный участок 6 га в Казани.
В 2009 году на пересечении Каширского шоссе и Коломенского проезда открылся торговый комплекс «Каширский Двор» (корпус 2) общей площадью 22 тыс. м².
На территории торгового комплекса был установлен памятник «Ремонту и строительству».
В 2016 году состоялось открытие 1-го корпуса ТК «Каширский Двор» общей площадью 63 600 м². Он построен на месте рынка «Каширский Двор-1».
В 2017 году компания «Каширский Двор» объявила о переформатировании 2-го корпуса ТК «Каширский Двор» в мебельный центр — на 4 этажах расположились магазины мебели ведущих производителей, среди которых «8 марта», «Anderssen», «MOON», «Орматек», «Askona», «Hilding Anders», «Infiniti», «Lazurit», «Ангстрем». Таким образом в торговом комплексе «Каширский Двор» был представлен широкий выбор как товаров для ремонта, так и мебели на одной территории.

## Показатели деятельности
По оценкам самой компании, суммарный торговый оборот рынков в 2006 году составил 400—450 млн долларов США.